# Dieter Herzog
Dieter Herzog (Oberhausen, 1946. július 15. –) nyugatnémet válogatott világbajnok német labdarúgó, csatár.

## Pályafutása

### Klubcsapatban
1956-ban a Sterkrade 06/07 csapatában kezdte a labdarúgást, majd 1965-66-ban a VfB Bottrop korosztályos csapatában folytatta. 1967 és 1970 az alsóbb osztályú Hamborn 07 első csapatában játszott.  1970-ben igazolta le a Fortuna Düsseldorf. Itt hat idényt töltött és 167 bajnoki mérkőzésen 40 gólt szerzett. 1976 és 1986 között a Bayer Leverkusen együttesében szerepelt és 193 bajnoki mérkőzésen lépett a pályára és 29 gólt szerzett.

### A válogatottban
1974-ben öt alkalommal szerepelt a nyugatnémet válogatottban. Tagja volt 1974-es világbajnok csapatnak. 1972 és 1974 között két alkalommal szerepelt a B-válogatottban.

## Sikerei, díjai
NSZK
- Világbajnokság
  - világbajnok: 1974, NSZK

 Fortuna Düsseldorf
- Nyugatnémet bajnokság (Bundesliga)
  - 3.: 1972–73, 1973–74